# Jan Kopecký (voják)
Pplk. Jan Kopecký (25. prosince 1891 Valdice - 9. února 1942 koncentrační tábor Auschwitz) byl československý důstojník a odbojář zavražděný nacisty.

## Život

### Před první světovou válkou
Jan Kopecký se narodil 25. prosince 1891 ve Vladicích u Jičína v rodině listonoše Josefa Kopeckého a Františky rozené Kracíkové. Mezi lety 1909 a 1912 studoval na učitelském ústavu v Jičíně, kde i maturoval. Začal pracovat jako učitel a v roce 1913 nastoupil o rok odloženou prezenční vojenskou službu v Liberci. Ještě před jejím ukončením vypukla první světová válka.

### První světová válka
Jan Kopecký byl odeslán na bojiště první světové války a 26. října 1914 byl těžce raněn. V důsledku toho strávil téměř dva roky v nemocničním ošetřování. Do vojenské služby se vrátil v červenci 1916 a následně byl klasifikován jako vojensky méně schopný určený jen ke strážní službě. Mezi lednem a květnem 1917 absolvoval v Jablonci nad Nisou školu pro důstojníky pěchoty v záloze a v listopadu téhož roku byl odeslán na italskou frontu. Zde prodělal instrukční školu pro nižší důstojníky. Dne 29. dubna 1918 byl opět raněn a do června téhož roku pobýval v nemocnicích. Poté sloužil u náhradního praporu v Kadani až do konce války. Dosáhl hodnosti poručíka.

### Mezi světovými válkami
Jan Kopecký se po vzniku Československa přihlásil k armádní službě v Jičíně. Na jaře a v létě 1919 se zúčastnil bojů proti Maďarům. Následně sloužil do roku 1923 v Jičíně, dne 20. prosince 1919 se stal důstojníkem z povolání. Mezi zářím 1923 a březnem 1924 byl velitelem čety v Podolínci, poté do roku 1927 u jezdectva v Košicích a do roku 1928 v Bratislavě. Mezi lety 1928 a 1931 studoval na Vysoké škole válečné v Praze, následně se stal členem skupiny důstojníků generálního štábu. Sloužil opět v Bratislavě, od roku 1933 v Pardubicích jako učitel taktiky. Sám se dále vzdělával. Mezi lety 1935 a 1937 byl náčelníkem štábu 2. jezdecké brigády v Brně a poté náčelníkem štábu 2. rychlé divize tamtéž. Během Všeobecné mobilizace v roce 1938 byla jeho jednotka dislokována v Jaroměřicích nad Rokytnou. Dosáhl hodnosti podplukovníka.

### Druhá světová válka
Po německé okupaci v březnu 1939 a likvidaci československé armády působil Jan Kopecký ve funkci administrativního rady okresního úřadu v Jičíně. Vstoupil do protinacistického odboje a stal se jedním ze základních kamenů organizování odbojové skupiny Obrana národa v severovýchodních Čechách. Na ukrývání zbraní, přípravě sabotáží a organizaci odchodů příslušníků odboje do zahraničí spolupracoval zejména s pplk. Josefem Wurmem, škpt. Františkem Zimou a škpt. Josefem Hankou. Za svou činnost byl 19. června 1941 zatčen gestapem ve svém zaměstnání. Vězněn a vyslýchán byl ve Vrchlabí, valdické věznici, pražském Karlově, terezínské Malé pevnosti a pankrácké věznici. V prosinci 1941 byl odvezen do koncentračního tábora Auschwitz, kde byl 9. února 1942 za neznámých okolností zavražděn.

## Posmrtná ocenění
- Jan Kopecký byl v roce 1947 in memoriam povýšen do hodnosti podplukovníka generálního štábu
- Janu Kopeckému byl in memoriam udělen Československý válečný kříž 1939